# Accademia del cinema ucraino
L'Accademia del cinema ucraino (in ucraino Українська кіноакадемія?) è un'associazione ucraina di esperti e professionisti nel campo del cinema e della produzione cinematografica . È stata fondata nel 2017, al fine di supportare e sviluppare il cinema ucraino moderno. Dal 2017, l'Accademia del cinema ucraino tiene il prestigioso evento annuale " Golden Dzyga Film Awards".

## Fondatori
L'iniziatore, creatore e gestore dell'accademia e del suo premio è stato l'Odesa International Film Festival (OIFF). Nel 2017, durante la creazione della Film Academy, tutte le posizioni di primo piano di quest'ultima sono state assunte dai manager dell'OIFF: Anna Machukh, direttrice dell'OIFF Film Market, è diventata direttrice esecutiva dell'Accademia del cinema ucraino, la direttrice delle PR dell'OIFF Kateryna Zvezdina è diventata il Direttore PR, OIFF Viktoriya Tigipko - Presidente del principale organo di governo della Film Academy - il consiglio di sorveglianza. Dal 2018, il direttore delle pubbliche relazioni dell'accademia cinematografica è il direttore delle pubbliche relazioni dell'OIFF - Tetyana Vlasova e dal 2019 il coordinatore dell'accademia cinematografica - Yaroslava Kiyashko.

## Storia
L'Accademia del cinema ucraino è stata fondata come organizzazione pubblica senza scopo di lucro l'8 febbraio 2017, ed annunciata il 20 febbraio dello stesso anno in una conferenza stampa tenuta dai fondatori, sponsor e partner dell'Accademia del cinema su in occasione del Primo Premio Nazionale del Cinema. L'istituzione della Film Academy è stata avviata dall'Odesa International Film Festival con il sostegno dell'Agenzia statale dell'Ucraina per la cinematografia e della società per azioni "TASKOMBANK". Come direttrice esecutiva dell'Accademia del cinema ucraino e del National Film Award è stata nominata Anna Machukh. Il 20 aprile si è tenuta la cerimonia di premiazione del Primo National Film Award " Golden Dzyga ".
Nel febbraio 2022, l'accademia ha pubblicato una petizione in cui si chiedeva il boicottaggio internazionale del cinema russo. L'Accademia ha chiesto al Consiglio d'Europa di escludere la Russia dall'ente finanziatore Eurimages e dalla Convenzione europea sulla coproduzione cinematografica e affinché la Federazione internazionale delle associazioni di produttori cinematografici privasse l'accreditamento del Festival internazionale del cinema di Mosca.

## Scopo e attività
L'Accademia del cinema ucraino è stata creata con l'obiettivo di diffondere il cinema ucraino in Ucraina e all'estero e fornire un supporto completo per lo sviluppo del cinema nazionale:
- Organizzazione e realizzazione di eventi durante i quali esperti dell'industria cinematografica determineranno oggettivamente le migliori realizzazioni e personalità del Cinema Nazionale . Uno di questi eventi è la cerimonia annuale di assegnazione del National Film Award " Golden Dzyga " per i risultati eccezionali nel cinema ucraino.
- Organizzazione di eventi per familiarizzare gli spettatori con l'ultima cinematografia ucraina.
- Sostegno finanziario per programmi di film educativi.

## Iscrizione all'Accademia del cinema
L'appartenenza all'Accademia del cinema, secondo il suo statuto, si basa sul principio della volontarietà ed è individuale. L'accademia può includere chiunque soddisfi i requisiti di una delle tre categorie:
- Rappresentanti dell'industria cinematografica che, dal 1991, hanno partecipato come autori ( attori, sceneggiatori, registi, cameramen, scenografi o compositori ) o produttori alla realizzazione di uno o più lungometraggi o tre o più cortometraggi documentari e /o film d'animazione.
- Personaggi della cultura, dell'arte e del cinema che hanno dato un contributo significativo allo sviluppo e alla promozione del cinema ucraino (tra cui distributori, critici cinematografici e direttori di festival cinematografici internazionali).
- Patroni e sponsor del cinema nazionale.

Le domande di adesione all'Accademia del cinema sono state accettate dal 20 febbraio al 19 marzo 2017. Secondo i risultati, su 343 domande, 242 registi ucraini hanno ricevuto lo status di membro dell'Accademia del cinema ucraino. La seconda accettazione delle domande di adesione all'Accademia di cinema è durata dal 27 aprile 2017 al 15 gennaio 2018.
Nel 2019, l'accademia risultava essere composta da 355 professionisti del cinema ucraino.

## Organi direttivi della Film Academy
- L'assemblea generale dei membri è il più alto organo di governo dell'accademia cinematografica, a cui hanno diritto di partecipare tutti i membri attuali dell'accademia cinematografica.
- Il direttore esecutivo gestisce il lavoro quotidiano dell'organizzazione. Viene eletto dal consiglio di sorveglianza dell'Accademia di cinema per un mandato di tre anni.
- Il consiglio di sorveglianza è l'organo di governo dell'accademia cinematografica, che controlla il lavoro del direttore esecutivo della società di gestione. È composto da cinque persone che non possono essere membri dell'Accademia del cinema, tre delle quali sono permanenti e sono elette per un mandato di 20 anni. È presieduto dal presidente del consiglio di sorveglianza, eletto tra i membri del consiglio di sorveglianza per un mandato di 20 anni. Viktoriya Tigipko è stata eletta primo presidente del consiglio di sorveglianza dell'Accademia cinematografica ucraina all'inizio di aprile 2017.[1]

L'organo consultivo dell'accademia di cinema è il consiglio di amministrazione, composto da 15 membri, 12 dei quali sono eletti dall'assemblea generale dell'accademia di cinema e tre sono nominati dal consiglio di sorveglianza dell'accademia di cinema. Il consiglio dell'Accademia nazionale del cinema ucraino è guidato dal presidente del consiglio di amministrazione, eletto con decisione del consiglio di amministrazione tra i suoi stessi membri. Il primo presidente del consiglio dell'Accademia del cinema ucraino all'inizio di aprile 2017 è stato il famoso regista e attore ucraino Mikhailo Illienko, che ha ricoperto questa carica fino a novembre 2018. Attualmente, il presidente del consiglio dell'Accademia cinematografica ucraina è il critico cinematografico ucraino Volodymyr Voitenko.